# Andreas Eder
Andreas Eder (* 20. März 1996 in Tegernsee) ist ein deutscher Eishockeyspieler, der seit Juli 2025 bei den Eisbären Berlin aus der Deutschen Eishockey Liga (DEL) unter Vertrag steht und dort auf der Position des Stürmers spielt. Zuvor war Eder für den EHC Red Bull München sowie die Nürnberg Ice Tigers und Straubing Tigers in der DEL aktiv. Sein jüngerer Bruder Tobias war ebenfalls professioneller Eishockeyspieler.

## Karriere
Eder stammt wie Florian Busch aus der Nachwuchsabteilung des TEV Miesbach. Als Jugendlicher wechselte er zum EC Bad Tölz und spielte in der Saison 2012/13 erstmals für die Löwen in der Oberliga. Zu Beginn der Saison 2013/14 spielte er für einige Monate bei den Vancouver Giants in der kanadischen Western Hockey League (WHL), die ihn beim CHL Import Draft 2013 in der zweiten Runde als insgesamt 61. Spieler ausgewählt hatten. Er wurde aber bereits im November 2013 nach Deutschland zurückgeschickt, wo er wieder für den EC Bad Tölz auf dem Eis stand. Im Anschluss an die Saison 2013/14 wechselte Eder ans Internat des EC Red Bull Salzburg. Mit der Juniorenmannschaft des österreichischen Klubs nahm er am Spielbetrieb der russischen Nachwuchsliga Molodjoschnaja Chokkeinaja (MHL) teil.

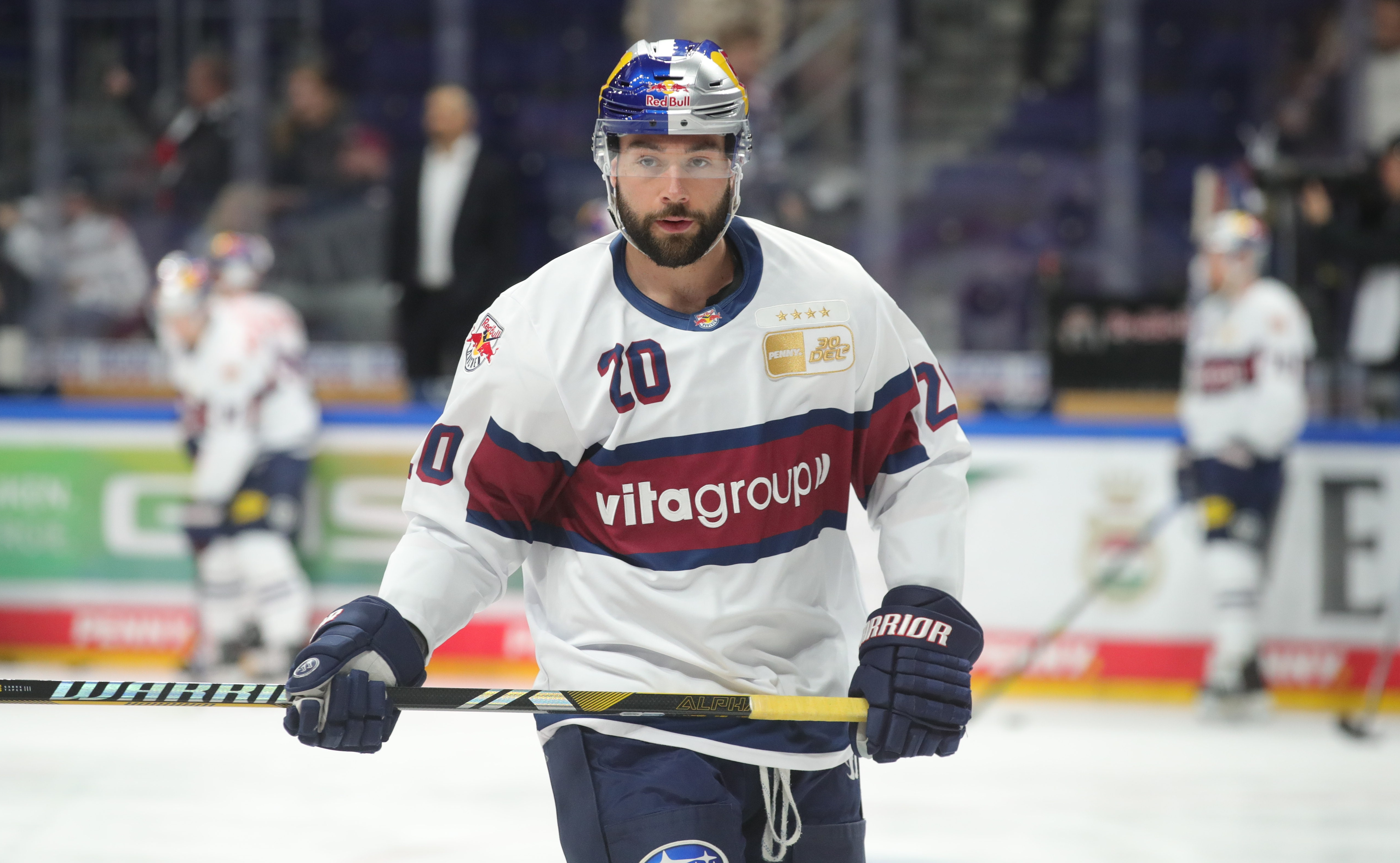
Eder im Trikot des EHC Red Bull München (2023)

Im März 2015 unterschrieb Eder einen Vertrag beim EHC Red Bull München aus der Deutschen Eishockey Liga (DEL). Zudem erhielt er eine Förderlizenz für den SC Riessersee aus der DEL2, die in den folgenden Jahren jährlich verlängert wurde. In der Saison 2018/19 absolvierte er nur noch ein Spiel in der DEL2 und kam ansonsten in der DEL zum Einsatz. Zu Beginn der Saison 2019/20 wurde Eder zunächst bis Ende November 2019 an die Nürnberg Ice Tigers ausgeliehen, die ihn nach Ablauf der Frist fest unter Vertrag nahmen. Im Januar 2020 verpflichteten die Straubing Tigers Eder für die folgende Saison 2020/21. Im Sommer 2022 ging Eder nach München zurück und feierte dort am Ende der Saison 2022/23 den Gewinn seines dritten Meistertitels.
Nach dem Erfolg lief Eder noch bis Ende Januar 2024 für die Münchener auf, ehe er ein Leihgeschäft erbat. Er wechselte daraufhin bis zum Ende der Spielzeit 2023/24 umgehend zum EV Zug in die Schweizer National League, wo er bis zum Saisonende spielte und in 17 Partien acht Scorerpunkte sammelte. Anschließend verständigte er sich mit München auf eine Rückkehr zur Saison 2024/25. Im Verlauf des Spieljahres musste der Stürmer den plötzlichen Tod seines Bruders Tobias verkraften. Zum Spieljahr 2025/26 wechselte Andreas Eder zu den Eisbären Berlin.

### International
Im Juniorenbereich nahm Eder mit den Junioren-Nationalmannschaften des Deutschen Eishockey-Bundes an zahlreichen Weltmeisterschaftsturnieren teil. Im U18-Juniorenbereich bestritt er die Weltmeisterschaften der Jahre 2013 und 2014 sowie bei den U20-Junioren die Weltmeisterschaft 2015 und nach dem Abstieg die Weltmeisterschaft der Division IA 2016.
Ende Oktober 2017 wurde Eder in Hinblick auf den Deutschland Cup 2017 erstmals in die deutsche A-Nationalmannschaft berufen und feierte am 10. November 2017 gegen Russland sein Länderspieldebüt. Mit der Weltmeisterschaft 2021 bestritt der Stürmer sein erstes großes internationales Turnier.

## Erfolge und Auszeichnungen
- 2017 Deutscher Meister mit dem EHC Red Bull München
- 2018 Deutscher Meister mit dem EHC Red Bull München
- 2019 Deutscher Vizemeister mit dem EHC Red Bull München
- 2023 Deutscher Meister mit dem EHC Red Bull München

## Karrierestatistik
Stand: Ende der Saison 2024/25

### International
Vertrat Deutschland bei:

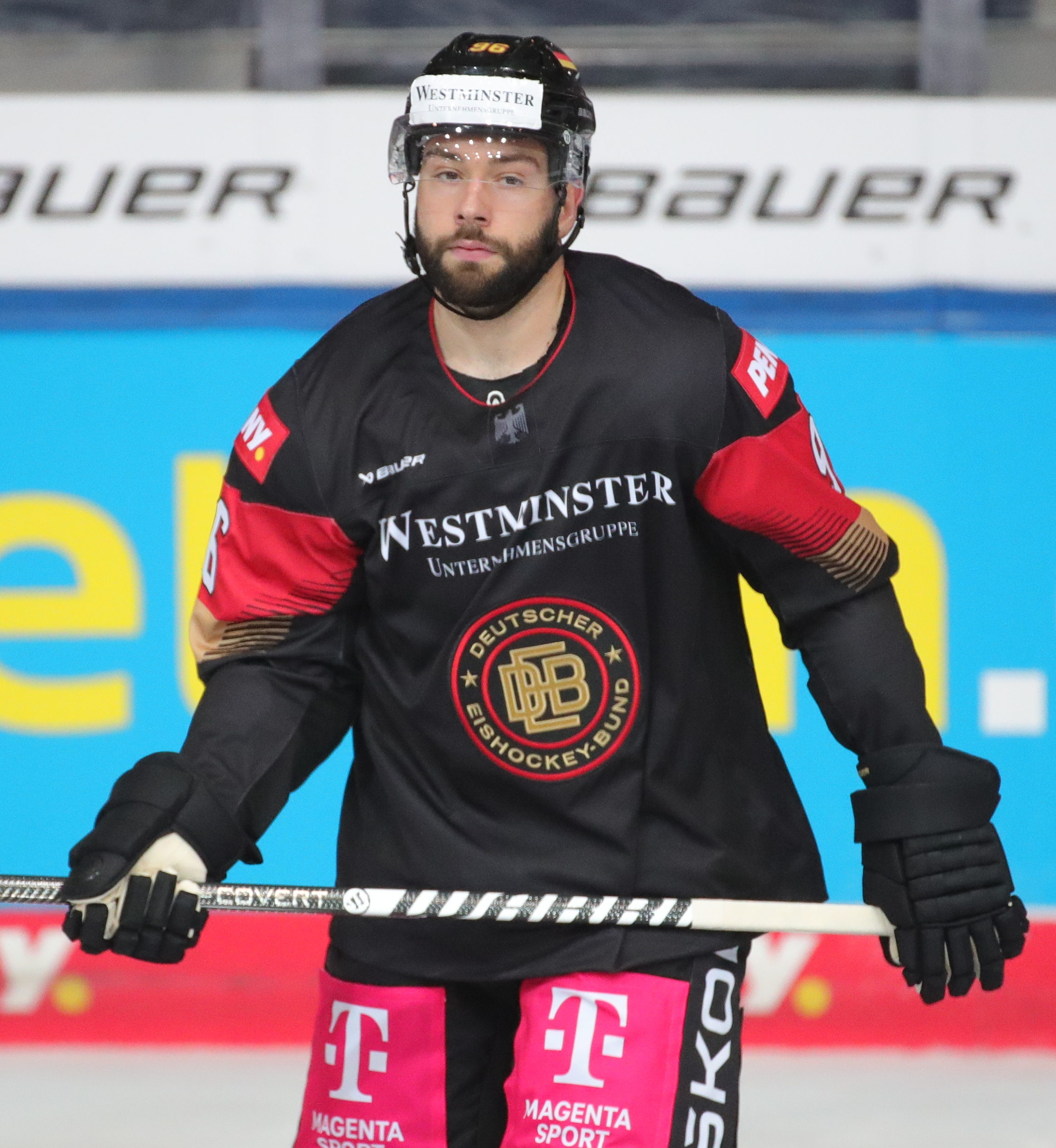
Eder als Spieler der deutschen Nationalmannschaft (2023)

| - U18-Junioren-Weltmeisterschaft 2013 - U18-Junioren-Weltmeisterschaft 2014 - U20-Junioren-Weltmeisterschaft 2015 | - U20-Junioren-Weltmeisterschaft der Division IA 2016 - Weltmeisterschaft 2021 |

(Legende zur Spielerstatistik: Sp oder GP = absolvierte Spiele; T oder G = erzielte Tore; V oder A = erzielte Assists; Pkt oder Pts = erzielte Scorerpunkte; SM oder PIM = erhaltene Strafminuten; +/− = Plus/Minus-Bilanz; PP = erzielte Überzahltore; SH = erzielte Unterzahltore; GW = erzielte Siegtore; 1 Play-downs/Relegation; Kursiv: Statistik nicht vollständig)